# باسدال
باسدال (به آلمانی: Basdahl) یک شهر در آلمان است که در Geestequelle واقع شده‌است. باسدال ۱٬۴۸۰ نفر جمعیت دارد.